# Hailey Baldwin
Hailey Rhode Bieber (de soltera, Baldwin; Tucson, Arizona, 22 de noviembre de 1996) es una socialite, modelo y emprendedora estadounidense. Ha aparecido en anuncios de Guess, Ralph Lauren y Tommy Hilfiger. Desde 2018 está casada con el cantante canadiense Justin Bieber.

## Primeros años y familia
Hailey Rhode Baldwin nació el 22 de noviembre de 1996 en Tucson, Arizona, hija del actor Stephen Baldwin, el menor de los hermanos Baldwin, y de la diseñadora gráfica Kennya Deodato Baldwin. Su madre es brasileña de ascendencia italiana y portuguesa, y su padre es de ascendencia inglesa, irlandesa, escocesa, francesa y alemana. El abuelo materno de Baldwin es el músico brasileño Eumir Deodato. Baldwin fue educada en casa cuando era niña. Asistió al American Ballet Theatre de Nueva York durante su adolescencia. Baldwin recibió su nombre del cometa Halley.

## Carrera

### Como modelo
La primera agencia en la que se inscribió Baldwin fue Ford Models. Apareció en revistas como Tatler, LOVE, V y i-D. Su primera campaña comercial fue para la marca de ropa French Connection en invierno de 2014. En octubre de 2014 Baldwin hizo su debut desfilando para Topshop y Sonia Rykiel.
En enero de 2015 fue fotografiada para la Vogue estadounidense y en marzo para Teen Vogue. En abril fue fotografiada para su primera portada para Jalouse Magazine junto al también modelo Lucky Blue Smith.  Junto al mismo modelo fue la nueva cara para la campaña de Tommy Hilfiger. En el mismo mes también fue fotografiada para su primera portada en la holandesa L'Officiel y la versión estadounidense de Wonderland Magazine. En julio de 2015 apareció en un anuncio de Ralph Lauren junto al cantante Cody Simpson, y en octubre volvió a la pasarela para Tommy Hilfiger y Philipp Plein. En 2015, también debutó en eventos importantes en la moda como el Cannes Flim Festival e incluso su primer año en la Met Gala.
En enero de 2016 apareció en una campaña para Ralph Lauren y fue fotografiada para la versión coreana de Vogue. Después de desfilar por segunda vez para Tommy Hilfiger, Baldwin apareció en las campañas de primavera/verano de Philipp Plein y Tommy Hilfiger. En el mismo periodo fue fotografiada para Self Magazine y grabó un comercial para H&M. En marzo de 2016, Baldwin firmó un contrato para IMG Models y en mayo de ese año apareció en la portada de Marie Claire. En junio, Baldwin desfiló para Moschino junto a modelos como Miranda Kerr, Alessandra Ambrosio, Jourdan Dunn y Chanel Iman y en ese mismo mes debutó para Guess en un anuncio.
Más tarde, fue fotografiada para UGG en una campaña de calzado, junto a Rosie Huntington-Whiteley. Junto a Joan Smalls, Baldwin fue el rostro de Karl Lagerfeld. Baldwin apareció en editoriales para Glamour Magazine y Vogue Italia. En septiembre, participó en el New York Fashion Week, desfilando para Tommy Hilfiger, Prabal Gurung, Jeremy Scott, Tory Burch y Matty Bovan. Luego voló a Londres, donde presentó la pre-London Fashion Week Party de Stradivarius y desfiló en el evento de Julien Macdonald; en Milán, desfiló para Dolce & Gabbana y en Paris, para Elie Saab. Baldwin también apareció en anuncios de ropa deportiva para Prabal Gurung. Figuró en campañas para Guess en su colección navideña. y en las campañas de la marca australiana Sass & bide. En noviembre, Baldwin fue la portada de la edición australiana de Harper's Bazaar, y apareció en la Elle francesa.
En 2017, figuró en la portada de la Harper's Bazaar española junto a Jon Kortajarena y en las ediciones alemanas, británicas de Elle.  Fue la nueva embajadora de Carolina Herrera juntamente con Cameron Dallas y Taylor Hill.También fue invitada al programa de entrevistas de Jimmy Fallon. En 2017 fue embajadora JD Woman para Adidas Originala que incluso organizó un desfile en Londres.
También ha sido la cara para Levi's, ha protagonizado portadas para Vogue Magazine en Arabia, México, España, Hong Kong, Australia. He hizo en debut para Elle Magazine de su propio país. Y en 2019 debutó en su primera portada para Vogue  edición USA con su comprometido Justin Bieber
También es embajadora de marcas como Public Desire, Bare Minerals. Regreso a las pasarelas después de 2 años en enero de 2021 desfilando para Moschino.

### Actuación y apariciones en televisión
En 2005, con 9 años, apareció con su familia en el documental Livin It: Unusual Suspects y en 2009 hizo un cameo en el programa Saturday Night Live con su tío Alec Baldwin. Más tarde, en 2011, figuró como la pareja de Cody Simpson en el videoclip de la canción «On My Mind» como parte de su trabajo temprano y un año después, en 2016, tuvo un segundo papel en un videoclip, "Love To Love You Baby" con el modelo y cantante francés Baptiste Giabiconi, un cover de la canción homónima de Donna Summer lanzada en 1975.

### Presentadora
En octubre de 2015, Baldwin fue presentadora en los MTV Europe Music Awards en Milán, Italia, junto a la supermodelo italiana Bianca Balti y el rapero inglés Tinie Tempah, del ganador del MTV Europe Music Award al mejor videoclip, ganado por Macklemore y Ryan Lewis con su canción «Downtown».
En junio de 2016, fue la encargada, junto a Gigi Hadid, de anunciar el evento en directo de Shawn Mendes en el 2016 iHeartRadio Much Music Video Awards en Toronto, Canadá.
En mayo de 2017 empezó a ser presentadora del programa Drop the Mic con el rapero Method Man.

### Marca personal
En 2016, Baldwin colaboró con la marca The Daily Edited, promocionando una marca de bolsos de la colección #theHAILEYedited. Ese mismo año, se anunció su colaboración con la marca de calzado británica Public Desire, usando la etiqueta #PDxHB, y anunció que lanzaría su propia marca de cosméticos con ModelCo.
En junio de 2022, Hailey lanzó su propia marca de cosmética (cuidado de la piel) llamada «Rhode Skin» de la cual es fundadora y propietaria. Inspirada en su segundo nombre, «Rhode Skin» agotó sus productos en un par de minutos en su venta debut.

## Vida personal
La primera aspiración profesional de Bieber era convertirse en bailarina profesional de ballet clásico, pero su formación terminó debido a una lesión en el pie. Actuó para el Miami City Ballet antes de su lesión.
Bieber estuvo vinculada con Shawn Mendes en 2018, y los dos hicieron su primera aparición pública juntos en mayo en la Met Gala. Ella y Justin Bieber habían salido brevemente desde diciembre de 2015 hasta enero de 2016, antes de reconciliarse en junio de 2018. La pareja se comprometió en julio de 2018 y en noviembre de 2018 confirmaron que estaban casados. El 16 de noviembre de 2018, Baldwin cambió el nombre de sus redes sociales al de Hailey Bieber y pidió los derechos para poder usar dicho nombre con propósitos comerciales.
En mayo de 2024 la pareja anunció la espera de su primer hijo a través de una publicación en Instagram. El 23 de agosto de 2024, se anunció el nacimiento de su primer hijo, Jack Blues.
Reside en Cambridge, Ontario. Los Bieber celebraron una segunda ceremonia de boda en Carolina del Sur el 30 de septiembre de 2019.
Bieber fue criada como cristiana evangélica y asiste a Churchome, la misma iglesia a la que asiste su esposo.
 En el Día Mundial de la Salud Mental de 2020, respaldó a Joe Biden para las elecciones presidenciales de los Estados Unidos. Inicialmente respaldó al senador Bernie Sanders para la nominación demócrata durante las primarias del partido en 2020.
Además de inglés, Bieber habla algo de portugués ya que su lado materno de la familia es brasileño.
Bieber está a favor del aborto. En mayo de 2022, Bieber apareció junto a casi otras 160 celebridades en un anuncio de página completa «Bans Off Our Bodies» en el New York Times abogando por los derechos reproductivos. En medio de la anulación de Roe v. Wade el mes siguiente, declaró «qué pérdida y decepción extremas. Esto realmente da mucho miedo».

### Salud
El 12 de marzo de 2022, Bieber fue hospitalizada con síntomas similares a los de un derrame cerebral. Fue dada de alta al día siguiente. En un video de 12 minutos que publicó en su canal de YouTube, reveló que había sufrido un ataque isquémico transitorio, causado por un foramen oval permeable y que se sometió a una cirugía para extirpar el defecto cardíaco.
En noviembre de 2022, afirmó que tenía un quiste ovárico «del tamaño de una manzana» en el ovario y que había tenido tales quistes «algunas veces».

## Filmografía

### Videos musicales
| Año  | Título         | Artista       | Rol        |
| ---- | -------------- | ------------- | ---------- |
| 2011 | «On My Mind»   | Cody Simpson  | Ella misma |
| 2019 | «10.000 Hours» | Justin Bieber | Ella misma |
| 2020 | «POPSTAR»      | Justin Bieber | Ella misma |